# Marcelino Gavilán y Ponce de León
Marcelino Gavilán y Ponce de León (ur. 4 czerwca 1909 w Valladolidzie, zm. 9 marca 1999 w Madrycie) – hiszpański jeździec sportowy, srebrny medalista olimpijski z Londynu (1948).
Największe sukcesy odnosił w konkurencji skoków przez przeszkody. Zawody w 1948 były jego pierwszymi igrzyskami olimpijskimi. Po medal sięgnął w drużynie, wspólnie z nim tworzyli ją Jaime García Cruz i José Navarro Morenés. Startował na koniu Forajido. W 1952 ponownie wystartował na igrzyskach olimpijskich.